# Łubianka, West Pomeranian Voivodeship
Łubianka [wuˈbʲaŋka] là một ngôi làng thuộc khu hành chính của Gmina Barlinek, thuộc quận Myślibórz, West Pomeranian Voivodeship, ở phía tây bắc Ba Lan. Nó nằm khoảng 13 kilômét (8 mi)   phía nam Barlinek, 24 km (15 mi) phía đông Myślibórz và 73 km (45 mi) về phía đông nam của thủ đô khu vực Szczecin.

Trước năm 1945, khu vực này là một phần của Đức. Đối với lịch sử của khu vực, xem Lịch sử của Pomerania. 
1. ↑  "Central Statistical Office (GUS) - TERYT (National Register of Territorial Land Apportionment Journal)" (bằng tiếng Ba Lan). ngày 1 tháng 6 năm 2008.